# Crònica Sebastianense
Crònica Sebastianense és una crònica històrica que abasta la història des del regnat del rei visigot Wamba fins al final del regnat d'Ordoni I, rei asturià. Una de les dues versions existents de la Crònica d'Alfons III és l'Ovetense, a Sebastián, Erudita o Sebastianense. L'altra versió és la Rotense.
D'acord amb les investigacions d'Enrique Flórez, l'autor de la Crónica Sebastianense és el bisbe Sebastià de Salamanca.